# Sherman Hamilton
Sherman Richard O'Neil Hamilton (Toronto, Ontario, 23 de abril de 1972) es un exbaloncestista canadiense que jugó cinco temporadas como profesional. Con 1,86 metros de estatura, lo hacía en la posición de base.

## Trayectoria deportiva

### Universidad
Jugó tres temporadas con los Rams de la Virginia Commonwealth University, en las que promedió 9,8 puntos, 3,3 rebotes, 4,6 asistencias y 1,4 robos de balón por partido.

### Profesional
Tras no ser elegido en el Draft de la NBA de 1997, comenzó su carrera profesional disputando dos temporadas en el Espoon Honka de Finlandia, de donde pasó al equipo argentino del Club Belgrano. En enero de 2001 firmó contrato con el SSV Ulm 1846 de la Basketball Bundesliga alemana, donde acabó la temporada promediando 15,9 puntos, 5,2 rebotes y 4,7 asistencias por partido.
La temporada siguiente la comenzó en el Reuss Rebels suizo, para en el mes de diciembre de 2001 fichar por el Žalgiris Kaunas, donde promedió 8,0 puntos y 2,3 rebotes por partido en liga, mientras que en Euroliga jugó dos partidos, promediando 3,0 puntos y 1,0 rebotes.

### Selección nacional
Jugó con la selección de Canadá entre 1995 y 2002, didputando los Juegos Olímpicos de Sídney 2000, donde promedió 6,3 puntos y 2,1 asistencias, y los Mundiales de 1998 y 2002.